# Лизвинский, Анатолий Владимирович
Анатолий Владимирович Лизвинский (26 марта 1947, Садгора, Черновицкая область — 13 июля 2008, Краснодар) — советский и российский певец хора (баритон), народный артист России (1994).

## Биография
Анатолий Владимирович Лизвинский родился 26 марта 1947 года в Садгоре (сейчас входит в Черновцы) Украинской ССР, в семье было трое детей. Окончил музыкальную школу по классу домры, затем Черновицкое музыкальное училище по классу тромбона, был воспитанником военного оркестра, в котором играл на тромбоне. Занимался спортом, был мастером спорта по вольной борьбе. Окончил Севастопольское высшее военно-морское училище им. П. С. Нахимова, служил на флоте. Во время армейской службы 6 месяцев был тромбонистом в одном из флотских оркестров, а затем два года служил в парашютно-десантной роте морской пехоты, из которых семь месяцев — в Анголе.
В 1966—1973 годах пел в Ансамбле песни и пляски Краснознаменного Черноморского флота.
С 1970 года был солистом-вокалистом Кубанского народного хора (позже Кубанский казачий хор) в Краснодаре, в котором выступал почти 35 лет. Исполнял народные и авторские песни, такие как «Ой, да Краснодарский край», «Хлеб — всему голова», марш «Прощание славянки». Был первым исполнителем гимна Краснодарского края «Ты, Кубань, ты, наша Родина». Казачья песня «Роспрягайтэ, хлопцы, конэй» в его исполнении стала визитной карточкой Кубанского казачьего хора. гастролировал по многим городам СССР, в США, Франции, Германии, Австрии, Швейцарии, Мексики, Португалии, Японии, Китая, Турции, Англии.
Умер 13 июля 2008 года после тяжёлой болезни.

## Семья
- Жена — певица хора Мария Петровна.
- Сын — Юрий Анатольевич Лизвинский, закончил Кубанский сельскохозяйственный университет.

## Награды и премии
- Дипломант I Всероссийского смотра-конкурса государственных русских народных хоров (1975).
- Заслуженный артист РСФСР (1982).
- Народный артист России (26 мая 1994) — за большие заслуги в области музыкального искусства[2].

## Дискография
- CD «Золотые голоса. Поёт Анатолий Лизвинский». (2010) Музыкальный альбом, выпущен к 200-летию Кубанского казачьего хора.